# パイオニアオブザナイル
パイオニアオブザナイル (Pioneerof the Nile) とは、アメリカ合衆国で生産された競走馬である。現役時代の主な勝鞍はサンタアニタダービーなど。

## 経歴

### 2008年（2歳）
8月にケント・デザーモが騎乗して芝の競走馬デビュー戦に出走したが2着で、3週間後のデビュー2戦目を制して初勝利を挙げた。10月には重賞及びG1競走初挑戦で初のオールウェザーとなるブリーダーズフューチュリティステークスに出走したがスクエアエディーに敗れて3着だった。そして3週間後のブリーダーズカップ・ジュヴェナイルではロビー・アルバラードに乗り替わって出走したが、同じ厩舎のミッドシップマンに敗れて2着スクエアエディーに続く3着だった。その後12月にギャレット・ゴメスを新たに鞍上に迎えてキャッシュコールフューチュリティに1番人気で出走し、人気に応えて勝利してG1競走初勝利を挙げた。

### 2009年（3歳）
この年の初戦は2月のロバート・B・ルイスステークス（G2）に引き続きゴメスが騎乗して出走し、1番人気でレースを制して重賞競走2勝目を挙げた。続く3月のサンフェリペステークス（G2）も制し、重賞競走3連勝で挑んだ4月のサンタアニタダービーも1番人気に応え快勝し、4連勝でG1競走2勝目を挙げた。そして迎えた5月のケンタッキーダービーでは3番人気で出走したが、伏兵マインザットバードから6馬身3/4差離された2着に敗れた。続くプリークネスステークスでは2番人気に推されたが、見せ場がなく11着に終わった。
プリークネスステークスから1ヶ月が過ぎた7月の始め、バファートはパイオニアオブザナイルが左前脚の故障によって競走能力を失ったことを説明し、競走馬を引退した。

### 種牡馬時代
引退後の2010年よりケンタッキー州にあるヴァイナリースタッドで種牡馬として供用される。初年度の種付料は2万ドル。2013年にウィンスターファームへ移動。同年に初年度産駒デビュー。
2014年に2歳G1をいずれも圧勝で2勝し、同年のエクリプス賞最優秀2歳牡馬に選出されたアメリカンファラオを出したことで、2015年の種付料は前年の3倍となる6万ドルに増額された。アメリカンファラオは2015年のケンタッキーダービーに優勝し、2着だった父の無念を晴らすなど、1978年のアファームド以来37年ぶりにアメリカクラシック三冠を達成している。2019年3月18日に体調を崩し、診療所への搬送中に死亡した。

#### 主な産駒

##### 米国
- American Pharoah / アメリカンファラオ - アメリカクラシック三冠、ブリーダーズカップ・クラシック、デルマーフューチュリティ、フロントランナーステークス、アーカンソーダービー、ハスケルインビテーショナルステークス
- Classic Empire / クラシックエンパイア - ブリーダーズカップ・ジュヴェナイル、ブリーダーズフューチュリティステークス、アーカンソーダービー
- Midnight Storm / ミッドナイトストーム - シューメイカーマイルステークス
- Thousand Words / サウザンドワーズ - ロスアラミトスフューチュリティ
- Matareya/マタレヤ ‐ エイコーンステークス、ダービーシティディスタフステークス

##### 日本
- レヴァンテライオン - 函館2歳ステークス

##### 韓国
- 문학치프 / Moonhak Chief / ムンハクチーフ - コリアカップ[2]、YTN杯[3]

## 競走成績
| 年月日 | 年月日 | 年月日 | 競馬場             | 競走名               | 格 | 頭 数 | ゲート 番 | オッズ （人気） | 着順 | 騎手           | 斤量  | 距離（馬場）   | タイム  | 着差  | 勝ち馬/（2着馬）     |
| 2008   | 8.     | 4      | サラトガ           | メイドン             |    | 9     |           |                 | 4着  | K.デザーモ     | 118lb | 芝8.5f（Firm） |         | 1.1/2 | Ninth Client         |
|        | 8.     | 25     | サラトガ           | メイドン             |    | 9     |           | 4.2（1人）      | 1着  | K.デザーモ     | 118lb | 芝8.5f（Firm） | 1:41.59 | 1     | （Lime Rickey）      |
|        | 10.    | 4      | キーンランド       | ブリーダーズFS       | G1 | 11    | 5         | 5.6（2人）      | 3着  | K.デザーモ     | 121lb | AW8.5f（Fast） |         | 8     | Square Eddie         |
|        | 10.    | 25     | サンタアニタ       | BCジュヴェナイル     | G1 | 12    | 10        | 33.2（11人）    | 5着  | R.アルバラード | 122lb | AW8.5f（Fast） |         | 2.3/4 | Midshipman           |
|        | 12.    | 20     | ハリウッド         | キャッシュコールF    | G1 | 11    | 5         | 2.4（1人）      | 1着  | G.ゴメス       | 121lb | AW8.5f（Fast） | 1:41.95 | ハナ  | （I Want Revenge）   |
| 2009   | 2.     | 7      | サンタアニタ       | ロバート・B・ルイスS | G2 | 9     | 2         | 2.7（1人）      | 1着  | G.ゴメス       | 122lb | AW8.5f（Fast） | 1:41.90 | 1/2   | （Papa Clem）        |
|        | 3.     | 14     | サンタアニタ       | サンフェリペS        | G2 | 6     |           | 1.3（1人）      | 1着  | G.ゴメス       | 122lb | AW8.5f（Fast） | 1:43.35 | 1.1/4 | Feisty Suances       |
|        | 4.     | 4      | サンタアニタ       | サンタアニタダービー | G1 | 7     | 4         | 1.8（1人）      | 1着  | G.ゴメス       | 122lb | AW9f（Fast）   | 1:49.17 | 1     | （Chocolate Candy）  |
|        | 5.     | 2      | チャーチルダウンズ | ケンタッキーダービー | G1 | 19    | 16        | 7.3（3人）      | 2着  | G.ゴメス       | 126lb | D10f（Sloppy） | 2:02.66 | 6 3/4 | （Mine That Bird）   |
|        | 5.     | 16     | ピムリコ           | プリークネスS        | G1 | 13    | 9         | 7.1（2人）      | 11着 | G.ゴメス       | 126lb | D9.5f（Fast）  | 1:55.08 | 26    | （Rachel Alexandra） |

※1ポンド（lb）は約0.453キログラム。

## 血統表
| パイオニアオブザナイルの血統（ファピアノ系 / In Reality 5×4=9.38%(父内)） | パイオニアオブザナイルの血統（ファピアノ系 / In Reality 5×4=9.38%(父内)） | パイオニアオブザナイルの血統（ファピアノ系 / In Reality 5×4=9.38%(父内)） | （血統表の出典）                | （血統表の出典） |
| 父 Empire Maker 2000 黒鹿毛                                               | 父の父Unbridled 1987 黒鹿毛                                               | Fappiano                                                                  | Mr. Prospector                  | Mr. Prospector   |
| 父 Empire Maker 2000 黒鹿毛                                               | 父の父Unbridled 1987 黒鹿毛                                               | Fappiano                                                                  | Killaloe                        |                  |
| 父 Empire Maker 2000 黒鹿毛                                               | 父の父Unbridled 1987 黒鹿毛                                               | Gana Facil                                                                | Le Fabuleux                     | Le Fabuleux      |
| 父 Empire Maker 2000 黒鹿毛                                               | 父の父Unbridled 1987 黒鹿毛                                               | Gana Facil                                                                | Charedi                         |                  |
| 父 Empire Maker 2000 黒鹿毛                                               | 父の母Toussaud 1989 黒鹿毛                                                | El Gran Senor                                                             | Northern Dancer                 | Northern Dancer  |
| 父 Empire Maker 2000 黒鹿毛                                               | 父の母Toussaud 1989 黒鹿毛                                                | El Gran Senor                                                             | Sex Appeal                      |                  |
| 父 Empire Maker 2000 黒鹿毛                                               | 父の母Toussaud 1989 黒鹿毛                                                | Image of Reality                                                          | In Reality                      | In Reality       |
| 父 Empire Maker 2000 黒鹿毛                                               | 父の母Toussaud 1989 黒鹿毛                                                | Image of Reality                                                          | Edee's Image                    |                  |
| 母 Star of Goshen 1994 鹿毛                                               | 母の父Lord at War 1980 栗毛                                               | General                                                                   | Brigadier Gerard                | Brigadier Gerard |
| 母 Star of Goshen 1994 鹿毛                                               | 母の父Lord at War 1980 栗毛                                               | General                                                                   | Mercuriale                      |                  |
| 母 Star of Goshen 1994 鹿毛                                               | 母の父Lord at War 1980 栗毛                                               | Luna de Miel                                                              | Con Brio                        | Con Brio         |
| 母 Star of Goshen 1994 鹿毛                                               | 母の父Lord at War 1980 栗毛                                               | Luna de Miel                                                              | Good Will                       |                  |
| 母 Star of Goshen 1994 鹿毛                                               | 母の母Castle Eight 1984 黒鹿毛                                            | Key to the Kingdom                                                        | Bold Ruler                      | Bold Ruler       |
| 母 Star of Goshen 1994 鹿毛                                               | 母の母Castle Eight 1984 黒鹿毛                                            | Key to the Kingdom                                                        | Key Bridge                      |                  |
| 母 Star of Goshen 1994 鹿毛                                               | 母の母Castle Eight 1984 黒鹿毛                                            | Her Native                                                                | Kanumera                        | Kanumera         |
| 母 Star of Goshen 1994 鹿毛                                               | 母の母Castle Eight 1984 黒鹿毛                                            | Her Native                                                                | *リットルブレツシング F-No.21-a |                  |

血統背景
- 祖母のいとこ、ダイナオリンピア（種牡馬）